# محمد خرمی (کشتی‌گیر)
محمد خرمی کشتی‌گیر اهل ایران است. او در رقابت‌های وزن ۶۸ کیلوگرم کشتی آزاد در بازی‌های آسیایی ۱۹۷۴ موفق به کسب مدال نقره شده‌است. برادر او رضا خرمی در همان مسابقات در وزن ۹۰ کیلوگرم، به مدال نقره دست یافت.